# Flebour (Bourscheid)
Pour les articles homonymes, voir Flebour.
Flebour (en luxembourgeois : Fléiber ) est une localité de la commune luxembourgeoise de Bourscheid située dans le canton de Diekirch.